# HP 9g
hp 9g (F2222A) は、Kinpo Electronics によって設計されたグラフ電卓である。学校の生徒による使用を想定して設計された初歩的なグラフ機能、科学技術計算、そしてプログラミング機能を搭載している。
競合他社のカシオ計算機やシャープの関数電卓のような典型的な関数電卓と外観が似ており、RPNモードを搭載していないので、HP電卓の伝統からかけ離れている。そのディスプレイは特に独特であり、グラフを表示するための小型のドットマトリクス表示（35x32画素）、入力される数式を表示するドットマトリクス文字表示（グラフ表示用のドットマトリクスと繋がって動作する）、そして数式の答えを表示するための7セグメント表示（10桁 + 指数3桁）が搭載されている。